# Stefano Pompei
Stefano Pompei (Roma, 27 agosto 1934 – Bologna, 1º dicembre 2005) è stato un urbanista e architetto italiano.

## Biografia
Figlio dello scenografo, illustratore e scrittore Mario Pompei, Stefano Pompei, frequenta la facoltà di architettura di Roma dove si laurea nel 1960, avendo come docenti Vincenzo Fasolo, Roberto Marino, Saverio Muratori e Plinio Marconi.
Nel 1962, su incarico di Piero Barucci va in Tunisia a dirigere l'Ufficio di Piano per i Comuni e le prefetture della regione di Susa.
Trasferitosi a Bologna, insieme alla moglie Paola Pallottino è incaricato della direzione artistica della Fiera di Bologna dal pool di urbanisti Leonardo Benevolo, Tommaso Giuralongo e Carlo Melograni. 
A Bologna è uno dei cofondatori della CBP, Cooperativa Bolognese di Progettazione che successivamente contribuirà a dar vita alla Tecnicoop.
Tra il 1965 e il 1995 si svolge la sua attività di urbanista che si concentrerà in particolare sulla costa romagnola con la realizzazione dei piani regolatori di Rimini, Misano Adriatico, Chiaravalle, San Giovanni in Marignano, Bagno di Romagna e Mercato Saraceno. Nel bolognese è responsabile dei piano regolatore generale di San Giovanni in Persiceto e Casalecchio di Reno. L'unica esperienza lontana dall'Emilia Romagna è legata all'incarico per il piano regolatore di Nocera Terinese.
Nel 1998, per la casa editrice Hoepli, pubblica il volume Il Piano Regolatore Perequativo, testo di riferimento per l'utilizzo del metodo perequativo applicato in ambito urbanistico. Stefano Pompei aveva precedentemente studiato e applicato questo metodo ai piani regolatori dei comuni di Misano Adriatico, Casalecchio di Reno e Nocera Terinese.
Dal 1980 al 1986 è stato segretario dell'Ordine degli architetti dell'Emilia-Romagna e dal 1993, all'interno dell'Inu (Istituto Nazionale di Urbanistica),  membro della commissione nazionale di studio sul regime degli immobili e successivamente presidente onorario sino alla sua morte.